# Juan Malo
Juan Santiago Malo Chesa (Graus, 11 de febrero de 1922 – 8 de octubre de 2005) , es un antiguo tirador olímpico español.
De familia aragonesa, su padre estuvo destinado en diversas localidades de las provincias de Huesca y Barcelona durante su infancia. Tras separarse de él durante la bolsa de Bielsa a finales de la guerra civil española, la familia cruzó la frontera francesa. No volverían a verlo y terminarían afincándose en Barcelona.
Fue miembro del Tiro Deportivo Barcelona y, tras ganar el campeonato de España por equipos en 1957, participó en los Juegos Olímpicos de Roma 1960 en la categoría de Plato Foso Olímpico Hombres. Quedó en el puesto 32, sin obtener premio. Fue posteriormente ganador de la copa de España de 1961.
Tras su periodo como atleta, participó como entrenador y delegado en la federación de tiro catalana. Recibió en 1989 la medalla al mérito deportivo.